# Карачобан, Дмитрий Николаевич
Дми́трий Николаевич Карачобан (Кара-Чобан) (гаг. Dmitriy Karaçoban; 27 мая 1933 — 1986) — гагаузский советский поэт, прозаик, живописец и кинорежиссёр.

## Биография
Родился 27 мая 1933 года в селе Бешалма Кагулского уезда Бессарабии (сейчас АТО Гагаузия в Молдовы).
Был единственным ребёнком в бедной, крестьянской семье. В раннем возрасте принял решение уехать из родных мест. Вместе с Миной Кёся отправился на учебу в Харьковский строительный техникум, откуда позже ушёл служить на Дальний Восток. Работал учителем, библиотекарем, потом поступил в художественное училище и, наконец, в Литературный институт им. М. Горького, став первым профессиональным гагаузским писателем. Его произведения переводили не только в Молдове (В. Измайлов, К. Шишкан, Б. Мариан), но и в Москве (В. Кузнецов, Ю. Левитанский).

## Творчество
1959 год стал поворотным в судьбе Карачобана. Это не только год поступления в Литинститут; его стихи были опубликованы в сборнике, открывшем эпоху гагаузской профессиональной литературы — «Буджактан сесляр» («Буджакские голоса»).
Спустя четыре года, в 1963, вышел первый авторский поэтический сборник на гагаузском языке «Илк лаф» («Первое слово»). Поэтический сборник на русском языке — «Азбука открытий», был издан уже после смерти поэта.
Героям Карачобана, даже если это люди очень простые, малообразованные, свойственна глубокая внутренняя культура. Например, рассказ «Мария». Девушка, которую все любят за добрый нрав, попадает в беду. Её парень увлекся другой, но Мария отказывается даже пристыдить соперницу:
Когда я вижу, что люди крадут друг у друга счастье, мне хочется уйти в какой-нибудь монастырь…
В начале 1960-х годов он стал снимать фильмы о бешалминской жизни, не только документальные, но и игровые короткометражки. Сценарист, режиссёр, актер, он создал более 20 фильмов под общим названием «Гагаузские новеллы».
Также занимался живописью. Он писал картины с юных лет и до самой смерти. Отношение к своему творчеству у Карачобана было очень самокритичным. Однажды Карачобан взял в руки кувалду и вдребезги разбил гипсовые скульптуры, над которыми работал годами.
30 лет Карачобан собирал этнографические материалы. Собрав богатейшую коллекцию, он создал в Бешалме первый в мире историко-этнографический музей гагаузов. Музей открылся в 1966 году, в котором сам Карачобан выполнял функции директора, фотографа, оператора, скульптора, художника, научного и музейного работника.

## Смерть
На второй день после скоропостижной смерти супруги Зинаиды Николаевны покончил жизнь самоубийством, бросившись под поезд. Супруги похоронены в одной могиле в Бешалме в 1986 году.

## Память
- Организатор Бешалминского этнографического музея, который с 1988 года носит имя своего основателя[1].
- Одна из улиц села Бешалма была переименована в улицу Дмитрия Кара-Чобана.